# Liste der höchsten Gebäude in Miami

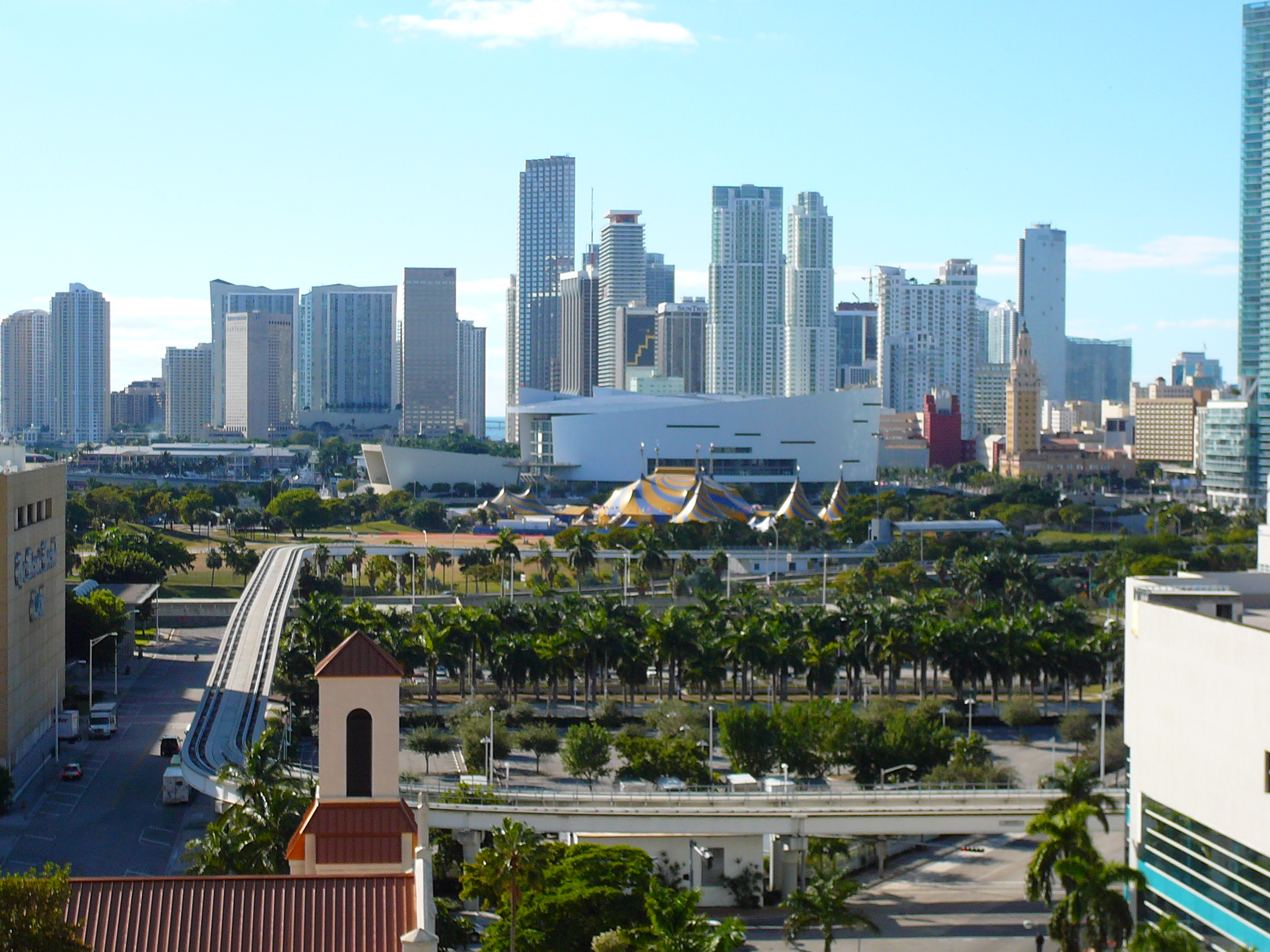
Die Skyline von Miami (2008)

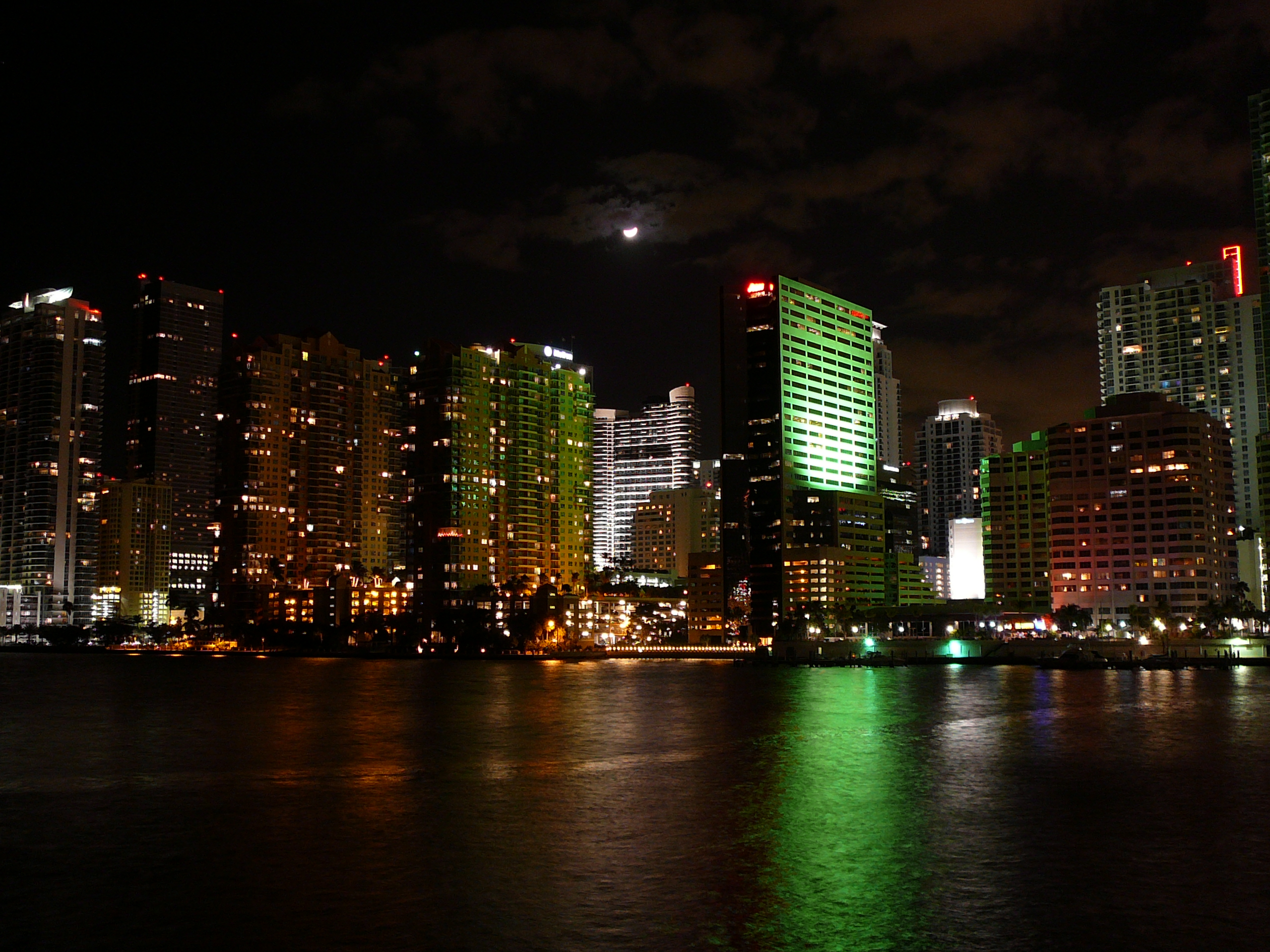
Skyline Miamis bei Nacht (2008)

Hier sind alle Wolkenkratzer in Miami ab einer Höhe von 180 Metern mit dem dazugehörigen Status aufgelistet. Miami ist neben New York City, Chicago und Houston in den Vereinigten Staaten eine bedeutende Stadt im Hochhausbau. Auch wenn beispielsweise die höchsten Gebäude der Städte Atlanta und Los Angeles höher sind als das höchste Gebäude Miamis, so besitzt Miami jedoch mehr Wolkenkratzer als Atlanta und Los Angeles.
Seit 2018 ist der Panorama Tower mit 265 Metern das höchste Gebäude in Miami. Rang 2 belegt das 240 Meter hohe Four Seasons Hotel & Tower. Auf Rang 3 befindet sich das 233 Meter hohe Southeast Financial Center, welches nach seiner Vollendung 1983 für eine Dauer von 20 Jahren Miamis Nummer eins war. Aktuell (Stand 2024) sind noch weitere hohe Gebäude geplant: der One Bayfront Plaza soll mit 320 Metern die Skyline überragen (geplanter Baubeginn 2024). Der Bau der Capital Towers at Brickell begann bereits im Jahr 2006, musste jedoch inzwischen aufgrund finanzieller Schwierigkeiten wieder eingestellt werden. Diese beiden Türme sollen jedoch mit 247 Metern und 230 Metern dennoch zu den höchsten der Stadt werden. Ende der 2020er Jahre ist mit der Fertigstellung von einigen "Super-Tall" (über 300 Meter) Hochhäusern zu rechnen.

## Liste
Tabellarische Auflistung der Wolkenkratzer in Miami ab 180 Metern Höhe (Erbaut und im Bau):
E. = Etagen, BJ = Baujahr (Jahr der Fertigstellung)

### Realisierte Gebäude
| Gebäude                                              | Höhe  | E. | BJ.  | Nutzung               | Standort                     | Bild |
| ---------------------------------------------------- | ----- | -- | ---- | --------------------- | ---------------------------- | ---- |
| Panorama Tower                                       | 265   | 82 | 2018 | Hotel Wohnungen       | 25° 45′ 47″ N, 80° 11′ 27″ W |      |
| Four Seasons Hotel & Tower                           | 240 m | 63 | 2003 | Hotel Büros Wohnungen | 25° 45′ 32″ N, 80° 11′ 31″ W |      |
| Southeast Financial Center                           | 233 m | 55 | 1983 | Büros                 | 25° 45′ 32″ N, 80° 11′ 31″ W |      |
| One Thousand Museum                                  | 216   | 62 | 2018 | Wohnungen             | 25° 47′ 3″ N, 80° 11′ 24″ W  |      |
| Marquis Miami                                        | 207 m | 63 | 2009 | Hotel Wohnungen       | 25° 47′ 7″ N, 80° 11′ 24″ W  |      |
| 900 Biscayne Bay                                     | 198 m | 65 | 2008 | Wohnungen             | 25° 47′ 1″ N, 80° 11′ 24″ W  |      |
| Wells Fargo Center (alter Name „Met 2 Office Tower“) | 197 m | 47 | 2010 | Büros                 | 25° 46′ 17″ N, 80° 11′ 19″ W |      |
| Mint at Riverfront                                   | 192 m | 55 | 2009 | Wohnungen             | 25° 46′ 10″ N, 80° 11′ 42″ W |      |
| Infinity at Brickell                                 | 192 m | 52 | 2008 | Büros Wohnungen       | 25° 45′ 40″ N, 80° 11′ 40″ W |      |
| Miami Tower                                          | 191 m | 47 | 1987 | Büros                 | 25° 46′ 19″ N, 80° 11′ 28″ W |      |
| Marina Blue                                          | 187 m | 57 | 2007 | Wohnungen             | 25° 46′ 56″ N, 80° 11′ 23″ W |      |
| Plaza on Brickell Tower 1                            | 186 m | 56 | 2007 | Wohnungen             | 25° 45′ 54″ N, 80° 11′ 26″ W |      |

### Geplante Gebäude
Die folgenden Gebäude sind aktuell in der Planungsphase und werden voraussichtlich in den nächsten Jahren entstehen. Die Angaben der Baujahre (wenn angegeben) sind als Richtwerte zu verstehen.
| Nr. | Gebäude                             | Höhe  | E. | BJ | Nutzung                  |
| --- | ----------------------------------- | ----- | -- | -- | ------------------------ |
| 1   | One Bayfront Plaza                  | 320 m | 70 | -  | Hotel/Büro               |
| 2   | Brickell Financial Centre Phase Two | 275 m | 68 | -  | Hotel / Büro / Wohnungen |
| 3   | Met 3                               | 252 m | 76 | -  | Wohnungen                |
| 4   | SMA 1                               | 246 m | 57 | -  | Wohnungen/Hotel          |
| 5   | Paramount Park                      | 230 m | 68 | -  | Wohnungen/Hotel          |
| 6   | 1490 Biscayne Boulevard             | 227 m | 73 | -  | Wohnungen                |
| 7   | Infinity II                         | 224 m | 65 | -  | Büro/Wohnungen           |
| 8   | Columbus Centre                     | 216 m | 56 | -  | Wohnungen                |
| 9   | One Herald Plaza A                  | 198 m | 64 | -  | Wohnungen                |
| 9   | One Herald Plaza B                  | 198 m | 64 | -  | Wohnungen                |
| 9   | 600 Biscayne Bay                    | 198 m | 62 | -  | Wohnungen                |
| 9   | 1400 Biscayne Boulevard             | 198 m | 62 | -  | Wohnungen                |
| 13  | City Square Miami                   | 195 m | 62 | -  | Wohnungen                |
| 14  | Platinum on the Bay                 | 180 m | 56 | -  | Wohnungen                |

### Geplante und bisher nicht realisierte Gebäude
Die folgenden Gebäude sind nach der Planungsphase zumindest bis zur Grundsteinlegung gelangt. Ob ein Weiterbau vorgesehen und möglich ist, ist unbelegt.
| Gebäude                             | Höhe  | E. | BJ. | Status            | Nutzung   | Standort                     | Bild |
| ----------------------------------- | ----- | -- | --- | ----------------- | --------- | ---------------------------- | ---- |
| The Capital at Brickell North Tower | 247 m | 57 | -   | Bau 2009 gestoppt | Wohnungen | 25° 45′ 37″ N, 80° 11′ 40″ W |      |
| The Capital at Brickell South Tower | 230 m | 52 | -   | Bau 2009 gestoppt | Wohnungen | 25° 45′ 36″ N, 80° 11′ 40″ W |      |